# 淡墨観音

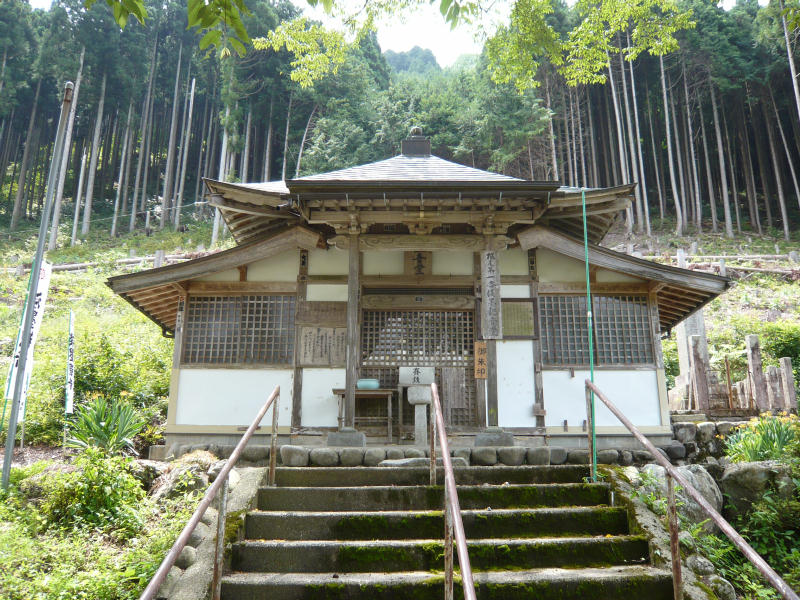
淡墨観音本堂

淡墨観音（うすずみかんのん）は、岐阜県本巣市にある臨済宗妙心寺派の寺院（堂）。淡墨桜がある根尾谷・淡墨公園内にある。
本尊は聖観世音菩薩。大正時代に折れた淡墨桜の枝を彫って製作されている。また、観音像が納められている厨子は唐招提寺の古材を使用したものである。

## 沿革
1913年（大正2年）、淡墨桜が大雪の為、幹の一部に亀裂が発生し、樹勢が弱まりだす。さらに1920年（大正9年）の暴風雨により大枝が折れ、さらに深刻化する。
1922年（大正11年）、高橋至道（臨済宗の僧侶）がこの地を訪れたさい、淡墨桜の話を聞き、この霊木の枝を使用して観音像の建立を考える。1920年に折れた大木を使用して着手する。
1923年（大正12年）4月、観音像を納める厨子が完成する。厨子の材料は唐招提寺の古材である。この古材は唐招提寺の解体修理のさいシロアリの被害を受けていた柱などであり、昆虫学者名和靖（名和昆虫博物館初代館長）が研究用で所有していたものが提供されたという。
1923年（大正12年）5月3日、落慶法要、開眼供養が行われる。

## 所在地
- 岐阜県本巣市根尾板所（淡墨公園内）

## 交通手段
- 樽見鉄道樽見駅より徒歩約10分

## その他
淡墨公園内には淡墨大師という、弘法大師像を納めた御堂がある。こちらは1925年（大正14年）に建立したもので、弘法大師像は高野山宿坊である桜池院にあった像だという。
座標: 北緯35度37分55秒 東経136度36分31秒 / 北緯35.632度 東経136.60856度